# 美齢宮
美齢宮（びれいきゅう）は中華人民共和国江蘇省南京市玄武区の紫金山の南麓に位置する歴史的建造物。

## 概要
孫文の陵墓である中山陵とユネスコの世界遺産である明孝陵の南隣に位置している。1931年から1934年にかけて中華民国南京市政府により建設された。設計者は南京市政府工務局局長の趙志游である。
正式な名称は国民政府主席官邸であったが、蔣介石と宋美齢が頻繁に宿泊していたことより「美齢宮」と称されるようになった。現在は資料館として当時の様子を再現しており、入口には宋美齢が使用していた車が展示されている。2001年に全国重点文物保護単位に指定されている。

## 入場料
30元（2024年現在）

## 交通アクセス
南京地下鉄
■　2号線　苜蓿園駅
バス
南京駅近くのバス停「南京車站」で游1のバスに乗車し「美齢宮」にて下車後、徒歩10分。

## ギャラリー

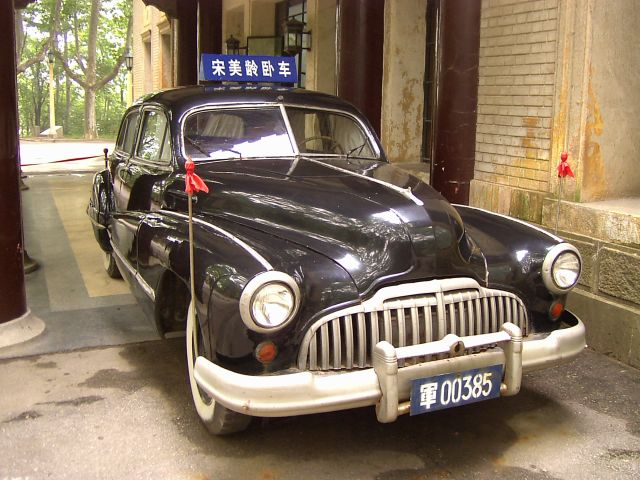
アメリカ政府が宋美齢に贈ったビュイック
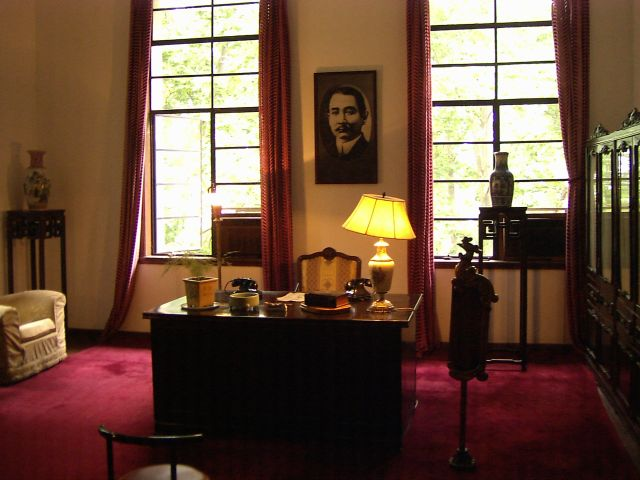
蔣介石の書斎
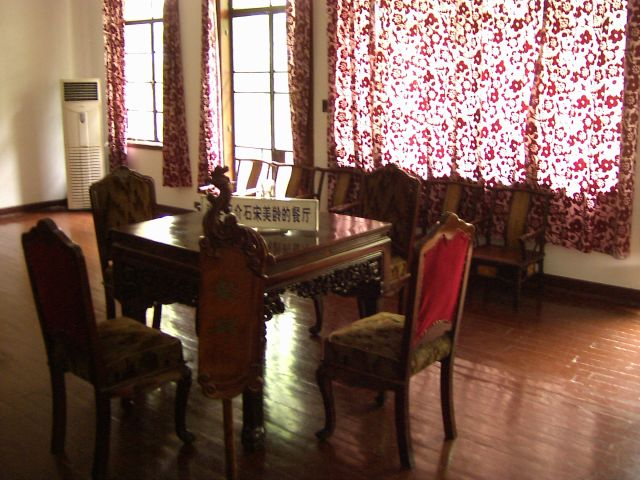
蔣介石と宋美齢の食事場所